# Шелби (Ајова)
Шелби (енгл. Shelby) град је у америчкој савезној држави Ајова. По попису становништва из 2010. у њему је живело 641 становника.

## Демографија
Према попису становништва из 2010. у граду је живело 641 становника, што је -55 (-7.9%) становника више него 2000. године.
| Група             | 2000.       | 2010.       |
| Белци             | 682 (98,0%) | 626 (97,7%) |
| Афроамериканци    | 0 (0,0%)    | 1 (0,2%)    |
| Азијати           | 0 (0,0%)    | 1 (0,2%)    |
| Хиспаноамериканци | 7 (1,0%)    | 6 (0,9%)    |
| Укупно            | 696         | 641         |